# Комэнеску, Думитру
Думитру Комэнеску (рум. Dumitru Comănescu; 21 ноября 1908; Румыния, Мунтения, Провита-де-Жос — коммуна в уезде Прахова — 27 июня 2020; Румыния, Бухарест) — румынский долгожитель. Когда Боб Вейтон умер 28 мая 2020 года, Думитру стал старейшим мужчиной человечества, рекорд утвержден Книгой рекордов Гиннесса. Почти месяц пробыл действующим чемпионом.

## Биография
Думитру Комэнеску родился 8 ноября 1908 года в Румынии, Мунтения, Провита-де-Жос — коммуна в уезде Прахова.
Сначала Думитру учился на математическом факультете, но потом решил бросить науку и перешел в сельское хозяйство. Ему он посвятил целых 70 лет жизни.
В 86 лет он принял участие в конкурсе специалистов сельского хозяйства, где занял пятое место.
Ушёл из жизни 27 июня 2020 года в Румынии, столицы и крупного города Бухарест.
Думитру Комэнеску было 111 лет.

## Рекорды
- В 2000-х он получил от города титул старейшего гражданина Бухареста и 28 мая 2020 года стал старейшим мужчиной человечества, рекорд утвержден Книгой рекордов Гиннесса. Почти месяц пробыл действующим чемпионом.

## Награды
- Получил от Патриарха Румынского Даниила Патриарший Крест, высшую светскую награду Румынской Православной Церкви за его долгую,  плодотворную и полезную деятельность для Церкви и общества[7].